# Châtel de Theys
Le Châtel de Theys est situé en France, dans la commune de Theys, dans le département de l'Isère. Il fait l'objet d'un classement au titre des monuments historiques depuis 1993, principalement pour son décor peint de 150 m2 illustrant l'histoire du chevalier Perceval.

## Géographie
À 650 mètres d'altitude, le Châtel de Theys se trouve au pied du massif des Sept Laux, sur les contreforts dominant la vallée de l'Isère qu'on appelle "Balcons de Belledonne".
Le site couvre plus de trois hectares, et la maison forte est encore accessible par le chemin d'accès médiéval. Au pied de la butte sur laquelle il se trouve coulent le Ruisseau des Battiards et le Ruisseau de Pierre Herse.
Le premier bâtiment est orienté vers le nord, et donne sur la plate forme de la vallée du Grésivaudan. Il s'agit du plus ancien. Le second, construit une quarantaine d'années plus tard, est agencé autour de l'angle sud-ouest du premier et surplombe l'éperon rocheux.
Aux alentours se trouve une chapelle dédiée à Saint Vincent.

## Historique
Au tournant des XIe  et  XIIe siècle, la famille noble des Aynard (Monteynard), qui a fondé le prieuré de Domène non loin de Grenoble, construit à Theys un château qui vient compléter ses possessions de Domène et de La Pierre. En 1246, un échange est effectué avec Guigues VII, le Dauphin de Viennois: les frères Aynard lui cèdent le territoire de Theys contre celui de Savel. Trente six ans plus tard, le territoire est légué au comte de Genève, pour le remercier de son allégeance contre le comte de Savoie. Ce château prend la forme d'une motte accompagnée d'une basse-cour. C'est sur cette terrasse qu'est édifié le Châtel entre 1279 et 1283 (datation par dendrochronologie), par une noble famille locale, les Bellecombe de Theys. Le second bâtiment est construit approximativement à partir de 1325.  
De 1276 à 1365, les seigneurs laissent l'administration générale aux soins d'officiers-châtelains. Girard de Bellecombe, Guillaume Bertrand, Rodolphe de Menthon, Robert Vagnard, Rolet d’Hauteville, Guigues de Commiers et Rodolphe de Chissé se succèdent à la tâche, puis à partir de 1360 ont lieu de nombreux procès pour savoir qui est le propriétaire du château. 
Le château des Aynard, sur la motte est pour sa part en ruines dès le début du XVe siècle.
François de Bonne de Lesdiguières achète en 1583 la seigneurie de Theys dont il nomme châtelain Jean Vignon, le père de Marie Vignon.
La commune de Theys, qui possédait déjà la partie Nord depuis 1992, a acquis la partie Sud-Ouest en 2011. Des travaux d'urgence sont réalisés, une association, Theys-Patrimoine, s'est créée pour bénéficier du soutien de la Fondation du patrimoine. Le dossier déposé auprès du ministère de la culture dans le cadre du Loto du patrimoine a été accepté parmi les 251 projets prioritaires, permettant d'envisager la réhabilitation du Châtel, la mise en valeur des peintures murales et, à terme, l'ouverture au public.

## Architecture

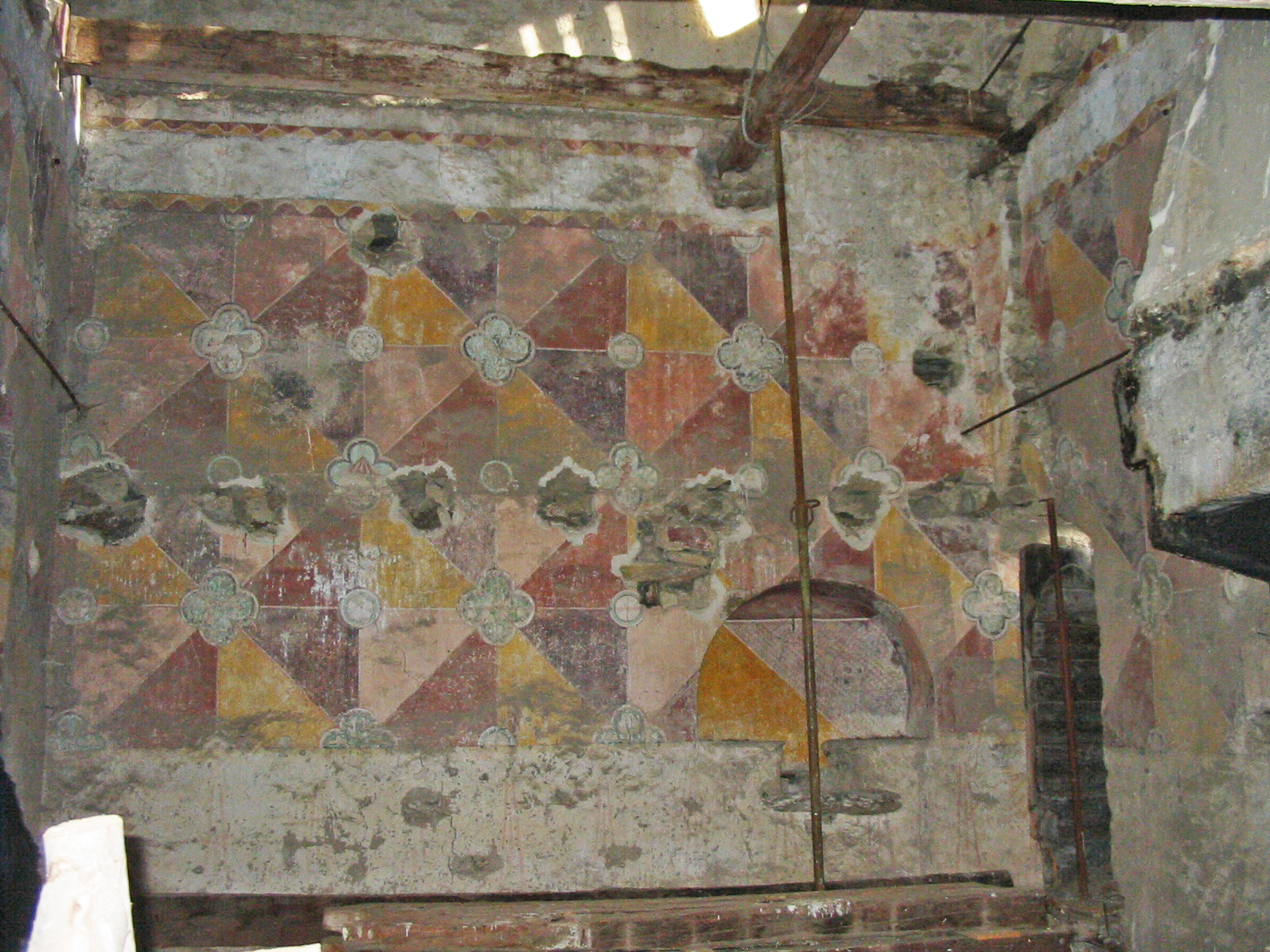
Décor peint.

Le bâtiment est constitué de deux parties : la plus ancienne (1279-1283) renferme un décor peint du début du XIVe siècle, au rez-de-chaussée et à l'étage. Le premier étage renferme une salle d'apparat peinte, à laquelle on accédait à l'aide d'une structure en bois installée à l'extérieur, à cinq mètres du sol. L'entrée en arcade est fermée par une porte, qui s'ouvre sur une pièce de six mètres de haut et environ 60 mètres carrés. L'ensemble de l'espace est bien conservé, et n'a pas évolué depuis le XIIIe siècle. On y trouve encore un lavabo dans une niche voûtée à droite de la porte d'entrée, trois fenêtres ébrasées à coussièges (permettant de profiter de la lumière naturelle), une grande cheminée ouverte en pierre aux armes des Monteynard (de vair au chef de gueules chargé d'un lion issant d'or) avec des tablettes pour y déposer divers objets, et des latrines à flanc de façade. Point assez rare, la porte en bois peinte de ces latrines et les corbeaux saillants sont d'origine. L'ensemble des structures architecturales, les poutres et portes en bois ainsi que le sol et le plafond de cette salle principale étaient peints. À l'heure actuelle seul le mur et le plafond ouest ont été endommagés par des infiltrations d'eau, 150 m2 de surfaces ornées sont donc observables.
Les spécialistes estiment cette pièce « unique au monde » de par son intemporalité et sa bonne conservation.
La seconde partie (1325) est ornée de fenêtres aux encadrements trilobés dont la base est décorée de décors sculptés. Après quelques siècles, cette partie a été transformée en maison d'habitation. Une étude archéologique du bâti est en cours afin de comprendre l'organisation générale de l'édifice, le rôle des pièces, et les autres peintures de l'édifice.

## Illustrations de Perceval le Gallois
Les ornements de l'aula du premier bâtiment constituent un décor civil exceptionnel. Les analyses dendrochronologiques estiment le terminus post quem à 1283, soit l'année de la pose du plafond. 
Ces fresques avaient été signalées le 27 janvier 1853 grâce au courrier d’un lecteur adressé au Vœu national. Journal des Alpes, agriculture, industrie. Toutefois, nul n’a jamais su ce qu’elles représentaient. L’identification de leur sujet incombe à Philippe Walter, alors professeur de littérature française du Moyen Âge à l’Université de Grenoble. Une exposition archéologique organisée par le Musée dauphinois en 1991 l’avait mis en présence de seulement deux médaillons quadrilobés de ces fresques. Ils lui suggérèrent immédiatement deux figurines du Conte du graal de Chrétien de Troyes (qui fut écrit en 1181 environ). Il en a proposé un premier décryptage en 1994 aux archéologues du Musée dauphinois (via Madame Annick Ménard) et a publié une étude exclusive sur le sujet en 1997. Une visite des lieux permit un examen plus approfondi des autres médaillons assez abîmés et confirma cette identification (on pourra consulter l'article de  Philippe Walter, « Perceval en Grésivaudan. La découverte de fresques arthuriennes inconnues au château de Theys (Isère) », Le Moyen Age t. CIII, 1997/2, p. 349-361).
Le décor est organisé en trois registres de frises : draperie feinte en bas, grande composition à base de triangles colorés au centre et frise héraldique en haut. Dans la composition centrale, des quadrilobes à fond bleu présentent des scènes historiées qui racontent l'histoire de Perceval le Gallois, héros du roman de Chrétien de Troyes appelé le Conte du Graal, rédigé vers 1180. Cent ans plus tard, à l'époque de la construction du Châtel, seuls cinq versions manuscrites illustrées de l'histoire de Perceval sont connues en France, mais l'œuvre était largement diffusée par les ménestrels. Sur les cinq, aucune n'a autant d'enluminures que les murs de la pièce, et elles n'ont donc pas pu faire office de modèle. Les illustrations sont plutôt basées sur le texte, qu'elles suivent vers par vers. Elles racontent le début de la légende, à travers cinquante deux quadrilobes à la lecture simple. Ainsi est retracée la décision de Perceval de devenir chevalier, métaphore du cycle et des âges de la vie. En effet, le nombre de scènes sur les murs équivaut au nombre de semaines dans une année, et l'ensemble tient sur trois lignes superposées. Leur lecture de haut en bas représente les trois piliers de la chevalerie : le passage de l'ignorance au respects des règles de chevalerie et de courtoisie. En faisant trois fois le tour de la pièce (selon une lecture en boustrophédon), on voit le jeune Perceval perdre son innocence et gagner la maturité, pour finalement obtenir la sagesse. Cela correspond à la vocation, au vœu, et à la consécration.
Selon un spécialiste de l'histoire de l'art médiéval, associé depuis 2016 au projet de sauvegarde du bâtiment et des décors, ces peintures, à valeur initiatique, pourraient avoir été réalisées dans le cadre de l'éducation d'un jeune chevalier.
Il s'agit de l'unique modèle en France qui représente le cycle de l'histoire de Perceval. En Europe, seuls trois autres sont connus : à Constance et Lübeck en Allemagne, qui suivent la version du conte immortalisée par Wolfram von Eschenbach, et à Bolzano en Italie), mais tous sont plus récents que le modèle de Theys.

## Visites et expositions
Le châtel n'est pas ouvert au public. Un projet de restauration est en cours.
Dans le cadre de l'exposition temporaire au Musée de l'Ancien Évêché de Grenoble « A l'assaut des châteaux forts ! les archéologues racontent » (15 novembre 2024 – 21 septembre 2025), une visite immersive de l'aula du châtel est proposée, intitulée : Rêver le Châtel de Theys.